# Persia Woolley
Persia Woolley (California, 8 novembre 1935 – Sebastopol, 3 ottobre 2017) è stata una scrittrice statunitense.
È famosa per una trilogia sulla regina Ginevra, di cui in Italia è stato pubblicato solo il primo volume.
Ne è stata fatta anche una versione cinematografica, diffusa su supporto DVD, ma che ha avuto scarsa risonanza.

## Opere
- Child of the Northern Spring (1987), in Italia pubblicato come Figlia della primavera nordica (ISBN 8817679755; ISBN 9788817679756);
- Queen of the Summer Stars 1990;
- Guinevere: The Legend in Autumn 1993.

## Film
- Ginevra - Il Coraggio di Camelot, EAN 8031179712380.